# Lesseps (metrostation)
Lesseps is een metrostation aan Lijn 3 (groene lijn) van de metro van Barcelona. Het station ligt onder Plaça de Lesseps in het districten Gràcia van Barcelona. De naam van het plein komt van Ferdinand de Lesseps die consul van Frankrijk was in 1842. Dit station ligt onder Carrer Gran de Gràcia, recht tussen Carrer de Maurici Serrahima en Plaça de Lesseps, en heeft ingangen vanaf het plein in de hoek waar Avinguda del Príncep d'Astúries eindigt. 
De opening van dit station was in 1924 en daarmee behoort het tot het oudste gedeelte van de oudste lijn van de stad, toentertijd de "Gran Metro de Barcelona" genaamd. Tot 1985 was dit een eindstation, in dat jaar is een uitbreiding van lijn 3 tot station Montbau in gebruik genomen. Tot 1988 lagen bij dit station de tallers i cotxeres de Lesseps, een remise en werkplaats voor metrostellen.
In de toekomst kan in dit station over worden gestapt op de lijnen L9 en L10. De werkzaamheden hiervoor zijn al begonnen, maar in juni 2011 kondigt de Generalitat de Catalunya aan deze tijdelijk stil te leggen omwille van financieringsproblemen. De Generalitat weigert schaduwtol als betalingsmethode van de uitbreiding van deze twee lijnen vanaf metrostation La Sagrera.

## Omgeving
Vanuit station Lesseps zijn de volgende bezienswaardigheden te voet te bereiken:
- Parc Güell
- Casa Vicens
- Het noordelijke gedeelte van de wijk Vila de Gràcia